# کلتان

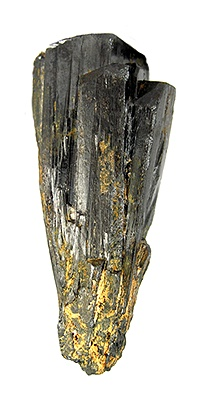
یک نو سنگ معدنی

کلتان (مخفف کلومبیت – تانتالیت و در صنعت به عنوان تانتالیت شناخته می‌شود) یک سنگ معدن فلزی سیاه مات است که عناصر نیوبیم و تانتالوم  از آن استخراج می‌شود. ماده معدنی غالب نیوبیوم در کلتان کلومبیت است (براساس نام اصلی آمریکایی نیوبیم کلمبیوم) و ماده معدنی غالب تانتال، تانتالیت است.
تانتالوم از کولتان استخراج شده و از آن جهت تولید خازنهای تانتالیم استفاده می‌شود. از تانتالوم در تلفن‌های همراه، رایانه‌های شخصی، وسایل الکترونیکی خودرو و دوربین‌ها استفاده می‌شود. استخراج معادن کلتان در جمهوری دموکراتیک کنگو، کشور مسئول درگیری ایتوری و جنگ دوم کنگو، به‌طور گسترده صورت می‌پذیرد.